# Eszter Urbán

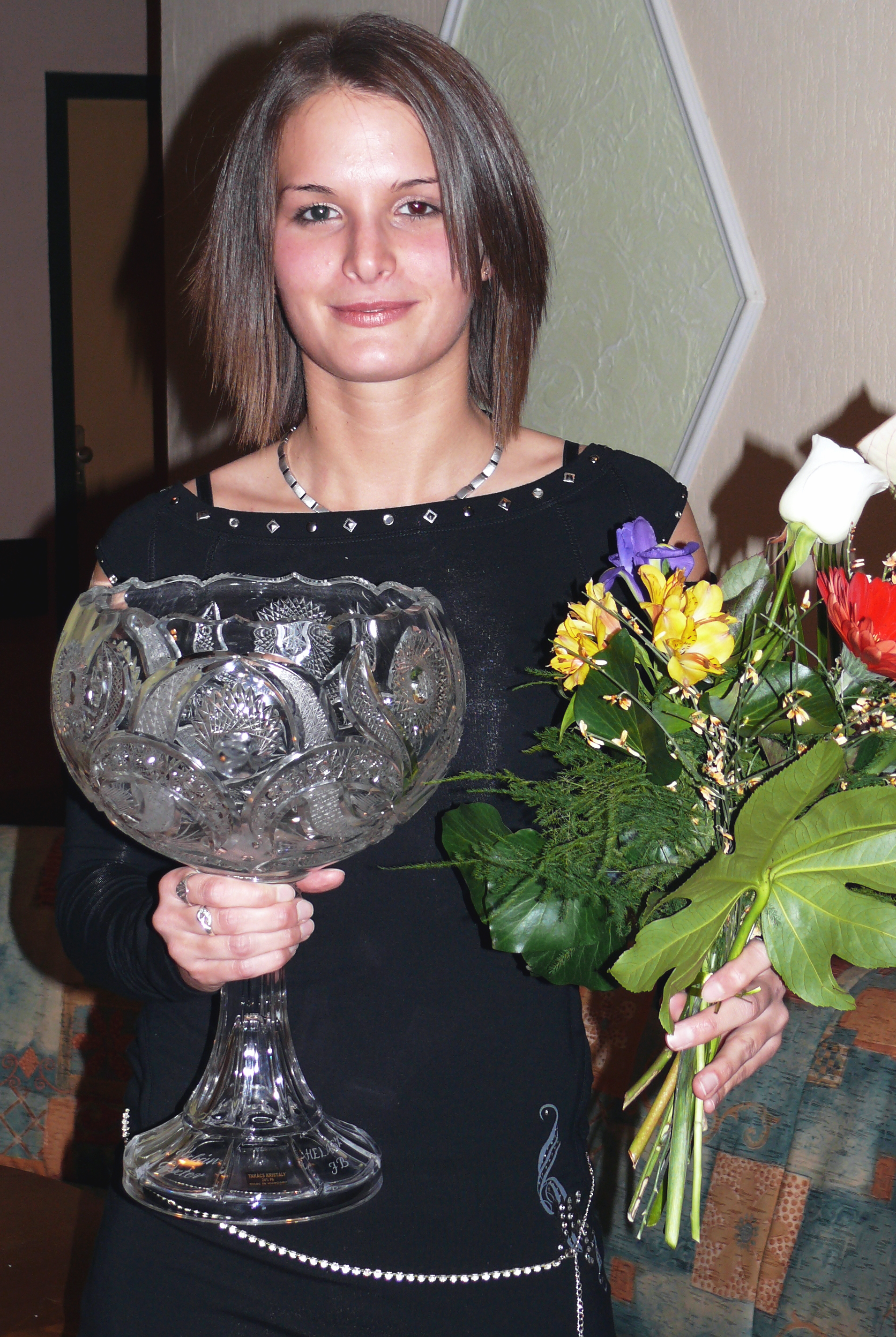
Eszter Urbán (2010)

Eszter Urbán (* 3. September 1984 in Gyöngyös) ist eine ungarische Fußballschiedsrichterin.
Seit 2010 steht Urbán (als dritte ungarische Schiedsrichterin nach Gyöngyi Gaál und Katalin Kulcsár) auf der Liste der FIFA-Schiedsrichter und leitet internationale Fußballpartien. Bis 2024 gehörte sie zur Gruppe der First-Category-Schiedsrichterinnen der UEFA.
Bei der U-19-Europameisterschaft 2013 in Wales leitete Urbán zwei Gruppenspiele. Bei der U-19-Europameisterschaft 2016 in der Slowakei pfiff sie zwei Gruppenspiele und das Finale zwischen Frankreich und Spanien (2:1).
Zudem leitete bzw. leitet Urbán Spiele in der Women’s Nations League, in der Women’s Champions League, in der Qualifikation für die Europameisterschaft 2017 in den Niederlanden und die Europameisterschaft 2022 in England (vier Spiele), in der europäischen WM-Qualifikation für die Weltmeisterschaft 2015 in Kanada, die Weltmeisterschaft 2019 in Frankreich und die Weltmeisterschaft 2023 in Australien und Neuseeland (acht Spiele) sowie Freundschaftsspiele.
Gemeinsam mit ihrem Partner Ádám Farkas, ebenfalls ungarischer FIFA-Schiedsrichter, hat sie zwei Kinder (* 2015 und * 2019). Urbán arbeitet als Sportlehrerin an einer Schule.